# Heart Beat, Pig Meat
Pistes de Zabriskie Point
Brother Mary
Heart Beat, Pig Meat est une pièce instrumentale du groupe Pink Floyd, tiré de la bande originale du film Zabriskie Point. La chanson est constituée d'une rythmique répétitive sur laquelle une improvisation d'orgue est ajoutée. Tout au long de la chanson, différents échantillons orchestraux sont incorporés à la pièce, tout comme la voix d'un reporter et des pas de course.